# Fenice (1695)
La Fenice fu la seconda unità della Classe Fede Guerriera ad entrare in servizio nella Armada veneziana. Inizialmente classificata come fregata grande, passò poi a vascello di secondo rango dotato di armamento di cinquantaquattro cannoni. 

## Storia
Nel giugno 1694 il Senato della Repubblica di Venezia, nel tentativo di aumentare la protezione al traffico mercantile minacciato dai corsari barbareschi, decise di autorizzare la costruzione di due fregate pesanti derivate dalla precedente Drago Volante da 48 cannoni.  La seconda unità, denominata Fenice, fu progettata dal Proto dei Marangoni Stefano Conti , e la nave venne impostata presso l'Arsenale nel 1664. La costruzione della Fenice fu affidata al sottoproto Iseppo Zuanne de Pieri. Allo scopo di avere le due navi in servizio per la campagna del 1695, l'Arsenale di Venezia fece lavorare le maestranze dall'alba al tramonto, senza la pausa del mezzogiorno, e nei giorni festivi, attribuendo inoltre a ciascuna di esse i settanta uomini migliori. Le due unità furono varate il 24 gennaio 1695,
ed entrarono in servizio il 13 marzo dello stesso anno. 
La raccolta dei marinai per formarne l'equipaggio, 120 per unità, fu
eseguita velocemente e la Fede Guerriera e la Fenice arrivarono in Levante in tempo per la partecipare alla nuova campagna militare. La veloce entrata nella squadra da battaglia coinvolse totalmente le due navi nella guerra di squadra, che ebbe la sua fase più forte negli anni dal 1695 al 1698, lasciando però irrisolto il problema della protezione delle rotte commerciali della Repubblica. Sia la Fede Guerriera che la Fenice parteciparono, il 22 agosto 1696, alla battaglia di Andros.
Grazie al legname stagionato con il quale erano state realizzate le due navi ebbero un prolungato servizio di circa venticinque anni, che coprì sia il successivo periodo di pace, sia la seconda guerra di Morea, partecipando l'8 luglio 1716 alla battaglia di Corfù. La fregata Fenice fu demolita, con Decreto del Senato in data 7 agosto 1720.

### Fonti
1. 1 2  http://www.veneziamuseo.it/ARSENAL/schede_arsenal/vascelli.htm
2. 1 2  Candiani 2010, p. 180.
3. ↑  ASV, Senato Mar, filza 717, 20.11.1694 e all.ti.; filza 718, 4.12.1694.
4. ↑  Biblioteca Nazionale Marciana, ms. it., cl. VI, 471 (12115), Mercuri 1695, c.113v, Venezia 29.1.1695.
5. ↑  ASV, Senato Mar, filza 719, 9.2.1695 e all. Provveditori all’Armar 3.1 [2].1695.
6. ↑  ASV, Senato Mar, filza 721, 4.5.1695, all. Provveditori all'Armar 29.4.1695.
7. 1 2 3  Candiani 2010, p. 181.
8. 1 2  Levi 1896, p. 27.